# Urotini
De Urotini zijn een geslachtengroep van vlinders uit de familie nachtpauwogen (Saturniidae).

## Geslachten
- Antherina
- Antistathmoptera
- Eosia
- Eudaemonia
- Maltagorea
- Parusta
- Pselaphelia
- Pseudantheraea
- Pseudaphelia
- Sinobirma
- Tagoropsiella
- Tagoropsis
- Urota
- Usta